# 坚果Pro2S
坚果Pro2S是锤子科技在2018年8月20日夏季发布会上发布的次旗舰手机，搭载高通骁龙710、IMX363和1200+500mp后置双摄，支持TV-OUT，DXOMark综合评分91，拍照得分95。运行基于Android O的SmartisanOS 6。

## 设计
金属中框加双面玻璃，把坚果Pro2的圆角改成直角，加入了蓝色和红色，除黑色版外去除了“一条金线”。

## 硬件[1]

### 相机
使用IMX 363传感器，1200+500万双摄像头，1600万前置摄像头，DxO评分91。支持4K视频录制和视频防抖。拥有AI场景优化功能。

### 屏幕
官方宣称坚果Pro2S的屏幕分辨率是2160*1080，但根据第三方评测机构爱否的分析，该款屏幕因为点阵排列的关系，理论上的分辨率应该是2160*720左右。此外，因为屏幕使用的是OLED技术，若干年使用后可能出现烧屏问题。

### SOC、连接、存储、续航和充电
该款手机搭载高通骁龙710，支持2/3/4G网络和中国三大运营商的制式，双卡双待，全网通，蓝牙5.0。有一个USB-C接口，没有耳机孔但附送转接头。3600毫安时电池，支持QC3.0快速充电，随机器附送18W快充头。

## 软件

### SmartisanOS主流更新
坚果pro2s截止到2019年4月21日系统已经更新到SmartisanOS 6.6.6.2，加入了游戏模式、负一屏、增加了smartisan输入法、TNT正式版。Smartisan OS正在不断地更新，增加好用的功能。

### 无限屏
“无限屏”仅限坚果R1和坚果Pro2S，从屏幕底部向上推即可启动无限屏。启动无限屏时，手机会模拟一个无限大的显示器，手机屏幕仅当取景器使用，移动手机来筛选应用，松手打开。同时，在相册里，可以用无限屏看长图，甚至是清明上河图。无限屏同时需要检测人脸感知方位，如果你的手机前摄坏了或者处在暗光环境下，可能会影响正常使用。

### 坚果TNT工作站
TNT全面铺开支持所有显示器。坚果Pro2S也支持TNT。

### 子弹短信
子弹短信移动版率先在坚果Pro2s上亮相，而且开放多平台手机下载。它的逻辑还是“按住说话”，支持查看某人的历史头像，或在信息列表界面直接回复。

## 售价
4+64GB 1798，6+64GB 1998，6+128GB 2298。